# Локня (Роменский район)
Локня (укр. Локня) — село,
Хоминцевский сельский совет,
Роменский район,
Сумская область,
Украина.
Код КОАТУУ — 5924189603. Население по переписи 2001 года составляло 309 человек .

## Географическое положение
Село Локня находится на берегу реки Локня,
выше по течению на расстоянии в 1,5 км расположено село Лавирково (Талалаевский район) Черниговской области,
ниже по течению на расстоянии в 3 км расположены сёла Дубина и Лесковщина.
По селу протекает пересыхающий ручей с запрудой.
Рядом проходит автомобильная дорога Н-07.

## Объекты социальной сферы
- Дом культуры.

## Достопримечательности
- Братская могила советских воинов.